# Julian le Play
Julian le Play, nom de scène de Julian Heidrich (né le 27 juin 1991 à Vienne) est un chanteur autrichien.

## Biographie
Julian le Play est le fils de Gerald Hartinger, galeriste viennois. Julian Heidrich est participant de Kiddy Contest. Quelques années plus tard, il est l'un des co-animateurs de l'émission pour enfants Close Up de 2006 à 2008. Il fait quelques études mais arrête pour se consacrer à une carrière artistique.
En 2010, Heidrich participe au télécrochet autrichien Helden von morgen et termine à la 7e place. Il prend part également au télécrochet pour représenter l'Autriche au Concours Eurovision de la chanson 2011 et finit 14e sur 30 candidats.
À l'été 2011, il choisit le nom de scène de Julian le Play avec son équipe de producteurs et le label GRIDmusic avec lesquels il travaille pour son premier album studio Soweit Sonar. Heidrich le prend en découvrant pendant ses études le sociologue français Frédéric Le Play, simplement pour sa sonorité. Son premier single, Mr. Spielberg, est l'une des chansons les plus jouées en 2012. En 2013, il remporte l'Amadeus Austrian Music Award dans la catégorie « Pop/Rock ». Son album So far Sonar figure parmi les 5 nommés dans la catégorie « Album de l'année ». Son équipe de production GRIDmusic (y compris d'anciens membres du groupe Tyler) et Sunshine Mastering remportent l'Amadeus Austrian Music Award  de la meilleure production pour Soweit Sonar.
La tournée Soweit Sonar l'emmène en avril et mai 2013 dans des salles autrichiennes telles que le  WUK à Vienne, le Posthof à Linz, le Grazer Orpheum ou l'Innsbrucker Weekender.
Début octobre 2013, il annonce qu'il travaille sur son deuxième album studio. L'album Melodrom, également sorti en Allemagne, est mis en vente en 2014. En Autriche, l'album atteint la 3e place des charts en Autrice lors de la première semaine. Le premier single Mein Anker atteint la 6e place des charts autrichiens. En juillet 2014, l'album Melodrom est fait disque d'or en Autriche. La tournée Melodrom en 2014 l'emmène d'avril à mai 2014 à travers 23 sites en Allemagne, en Autriche et en Suisse. À l'été 2014, Le Play part également en tournée avec James Blunt et Revolverheld. En novembre, il chante dans la finale de la quatrième saison de Die große Chance sa chanson Wir haben noch das ganze Leben en un duo avec Harfonie, qui seront les vainqueurs de l'émission.
Son quatrième album Tandem est numéro un des ventes en Autriche en 2020.
Julian Heidrich est également animateur sur la radio Ö3 d'avril 2011 à février 2015.

## Discographie
Albums
- 2012 : Soweit Sonar
- 2014 : Melodrom
- 2016 :  Zugvögel
- 2020 : Tandem

Singles
- 2010 : Australian Gate
- 2012 : Mr. Spielberg
- 2012 : Philosoph
- 2012 : 4 gewinnt
- 2012 : Land in Sicht
- 2013 : Der Wolf
- 2014 : Mein Anker
- 2014 : Rollercoaster
- 2014 : Wir haben noch das ganze Leben
- 2016 : Hand in Hand
- 2016 : Zugvögel
- 2016 : Du schmeckst nach Sommer
- 2016 : Wach zu werden
- 2017 : Tausend bunte Träume
- 2017 : 1000 KM
- 2019 : Millionär
- 2019 : Hurricane
- 2019 : Sonne & Mond (avec Madeline Juno)
- 2020 : Wenn alles brennt
- 2020 : Hellwach (avec toksï)
- 2020 : Team

## Source de la traduction
- (de) Cet article est partiellement ou en totalité issu de l’article de Wikipédia en allemand intitulé « Julian le Play » (voir la liste des auteurs).

1. ↑  (de) Barbara Reiter, « Julian Le Play: "Castingshows ziehen dich nackt aus" », Kurier,‎ 7 janvier 2017 (lire en ligne)
2. ↑  (de) « Julian le Play », sur austriancharts.at (consulté le 9 septembre 2020)
3. ↑  (de) « Mi, 29.11.2017 Ausverkauft: Julian Le Play », sur Freizeitzentrum West, 2017 (consulté le 9 septembre 2020)
4. ↑  (de) « Austria Top 40 - Alben 28.08.2020 », sur austriancharts.at (consulté le 10 septembre 2020)
5. ↑  (de) « Aus für Julian le Play bei Ö3 », sur Heute, 2015 (consulté le 10 septembre 2020)